# Dirty Money – Geld regiert die Welt
Dirty Money – Geld regiert die Welt (Originaltitel Dirty Money) ist eine US-amerikanische True-Crime-Dokumentationsfernsehserie des Regisseurs Alex Gibney aus dem Jahr 2018. Die Serie wurde am 26. Januar 2018 beim Video-on-Demand-Anbieter Netflix veröffentlicht. Eine zweite Staffel erschien am 11. März 2020.

## Inhalt
In der Serie Dirty Money werden Gier, Korruption und Kriminalität in der globalen Wirtschaft behandelt. Die in den jeweiligen Episoden thematisierten Skandale behandeln ausschließlich wahre Begebenheiten. Daher kann die Serie auch dem Genre des True Crime bzw. der True-Crime-Dokumentation zugeordnet werden.

## Kritiken
Die Reaktion auf die Serie war äußerst positiv. Rotten Tomatoes berichtete, dass 100 % der Kritiker der ersten Staffel eine positive Bewertung gegeben haben, die auf 13 Bewertungen mit einer durchschnittlichen Bewertung von 7,92 / 10 basiert. Der Kritiker-Konsens Webseite lautet: „Informativ wie entsetzlich, enthüllt Dirty Money die Zielstrebigkeit der Unternehmensgier.“ Brian Lowry von CNN erklärt die Hauptprämisse, dass „für wirtschaftsfreundliche Befürworter der Deregulierung … eine einfache, aber wirkungsvolle Antwort bietet: Sehen Sie sich das schreckliche, unethische Verhalten an, mit dem Unternehmen versuchen, durchzukommen, wenn sie glauben, dass niemand hinschaut.“